# جبار طاووس الكحيلي
الكنزبرا الشيخ جبَّار طاووس الكحيلي هو الزعيم الروحي لطائفة الصابئة المندائيين في العالم. أقام في مدينة الأهواز عاصمة مُحافظة خوزستان، جنوب غرب إيران حتَّى وفاته يوم الأحد 6 ربيع الأوَّل سنة 1436 هـ المُوافق فيه 28 كانون الأوَّل (ديسمبر) 2014م. عُرف الجنزربا جبَّار لدى المواطنين الأهوازيين، سواء الصابئة أو المُسلمين، بسجایاه الأخلاقیَّة والتزامه بخطاب السلام والتعايش والوئام بين كُل الديانات في منطقة الأهواز، كما اشتهر بمساعدته للفقراء والمُحتاجين. توفي الكحيلي عن عُمرٍ يُناهزُ 93 سنة بمنزله، وشُيِّع جُثمانه في اليوم التالي (الإثنين)، ودُفن بمقبرة الصابئة بالمدينة.